# 北门东岳庙
北门东岳庙，位于中国广东省湛江市雷州市雷城镇北门，为湛江市雷州市的一个市级文物保护单位，类型为古建筑，公布时间为1992年12月9日。
北门东岳庙的历史年代为明代。